# レッスルマニアX8
レッスルマニアX8（レッスルマニアエイティーン、WrestleMania X8）は、2002年3月17日にアメリカ合衆国のプロレス団体WWE（当時はWWF）が開催した年間最大の興行およびPPVの名称である。

## 概要
- レッスルマニアの第18回大会である今回は、1990年に第6回大会（レッスルマニアVI）を開催したカナダ・オンタリオ州トロントのスカイドームで再び行われた。なお、5万人以上収容可能な大規模な会場においてレッスルマニアが複数回開催されたのは本会場が唯一である。観客動員数の6万8237人は、第6回大会で記録した6万7678人を塗り替えると共に、スカイドームの最多動員記録を更新した。これにより、WWEはカナダにおける興行において6万人以上の動員を3度達成した。興行収入はPPVのみで約45億9500万円（レートは2002年当時）と推定され、入場料収益ならびグッズ収入等を合計すると軽く50億円を超える売上となった[3]。

- ドラウニング・プールとサライヴァは、上記の曲の生演奏を行った他、ドラウニング・プールはメインイベントに出場するトリプルHの入場テーマも生演奏した。

- 今大会の直後、団体名称がWWF（World Wrestling Federation）からWWE（World Wrestling Entertainment）に変更になったため、WWFとしては最後のレッスルマニアとなった。
- ザ・ロック対ハルク・ホーガン戦は、後にWWEから発売されたレッスルマニアXXのDVD特典に収録されている、WWEのスーパースター達が選ぶレッスルマニア名勝負トップ10において5位にランクインし、プロレスリング・イラストレーテッド紙においても2002年の年間最高試合に選出されている。

## ロックvsホーガン
今大会でもっとも注目された一戦は、第9試合で行われたザ・ロック対ハルク・ホーガンであった。1993年以来、約9年ぶりに古巣のWWFに復帰したかつての大エース・ホーガンと、現エースであったロックとの新旧スーパースター対決は、「ICON vs ICON（象徴vs象徴）」「モハメド・アリvsマイク・タイソン」「ベーブ・ルースvsバリー・ボンズ」などと様々な形で比喩され、大いに注目を集めた。
ポジショニングではロックがベビーフェイス、当時nWoを再結成していたホーガンがヒールであったが、いざ試合が始まると会場を埋め尽くしたファンは、nWoとしてのホーガンにブーイングを送ることなく、逆に9年ぶりにカムバックしたかつてのヒーローとして大歓声で迎え、一方ロックには激しいブーイングが浴びせられた。
ブーイングを浴びたことにより調子を崩された格好となったロックは、試合中盤からヒールのように観客にアピールし、ホーガンに対しても攻撃的となった。しかし、終盤にホーガンから決められた必殺であるレッグドロップを返し、反撃のピープルズ・エルボーを披露したときには場内も歓声一色となり、試合にも勝利し実力で世代交代を証明した。ホーガンは試合終了後には自ら握手を求め、腕を上げてロックを認めた。この試合は序盤から中盤にかけてのブーイングもあって賛否両論となったものの、結果として世代交代に成功したことにより観客のブーイングを含めて歴史的名勝負として評価されている。

## 結果
- サンデー・ナイト・ヒート・マッチ -Sunday Night HEAT Match- スペシャル・レフェリー：ジャクリーン

○リキシ&スコッティ・2・ホッティ&アルバート vs ミスター・パーフェクト&ランス・ストーム&テスト●
- WWFインターコンチネンタル王座戦 -WWF Intercontinental Championship-

●ウィリアム・リーガル (c) vs ロブ・ヴァン・ダム○
- WWFヨーロピアン王座戦 -WWF European Championship-

○ダイヤモンド・ダラス・ペイジ (c) vs クリスチャン●
- WWFハードコア王座戦 -WWF Hardcore Championship-

△メイヴェン (c) vs ゴールダスト△
スパイク・ダッドリーが乱入し、24時間ルールを利用してメイヴェンから王座奪取
- バックステージでザ・ハリケーンがスパイク・ダッドリーを襲撃し、24時間ルールを利用してスパイクからハードコア王座を奪取

- ○カート・アングル vs ケイン●

- ノーDQ・マッチ -No Disqualification Match-

○ジ・アンダーテイカー vs リック・フレアー●
- ○エッジ vs ブッカー・T●

- バックステージでマイティ・モーリーが背後からフライパンでザ・ハリケーンを殴打し、24時間ルールを利用してザ・ハリケーンからハードコア王座を奪取

- ○"ストーンコールド" スティーブ・オースチン vs スコット・ホール  (w / ケビン・ナッシュ) ●

- 4コーナーズ・エリミネーション・マッチ形式WWFタッグ王座戦 -Four-Corners Elimination Match for the WWF Tag Team Championship-

○ビリー&チャック (c) vs ハーディー・ボーイズ (マット・ハーディー&ジェフ・ハーディー) vs ダッドリー・ボーイズ (ババ・レイ・ダッドリー&ディーボン・ダッドリー) (w / ステイシー・キーブラー) vs A.P.A (ブラッドショー&ファルーク)
| 退場順 | スーパースター         | チーム               | 退場させたスーパースター |
| 1      | ブラッドショー         | A.P.A                | ディーボン・ダッドリー   |
| 2      | ババ・レイ・ダッドリー | ダッドリー・ボーイズ | マット・ハーディー       |
| 3      | ジェフ・ハーディー     | ハーディー・ボーイズ | チャック                 |
| 勝者   | チャック               | ビリー&チャック      |                          |

- バックステージでクリスチャンがマイティ・モーリーを襲撃し、24時間ルールを利用してモーリーからハードコア王座を奪取

- アイコン vs アイコン -Icon vs Icon-

○ザ・ロック vs "ハリウッド" ハルク・ホーガン●
- トリプルスレット形式WWF女子王座戦 -Triple Threat Match for the WWF Women's Championship-

○ジャズ (c) vs リタ● vs トリッシュ・ストラタス
- タクシーで会場から離れようとするクリスチャンをメイヴェンが襲撃し、24時間ルールを利用してクリスチャンからハードコア王座を奪取。メイヴェンはそのタクシーで会場から逃走

- WWF統一王座戦 -Undisputed WWF Championship-

●クリス・ジェリコ (c) (w / ステファニー・マクマホン) vs トリプルH○